# Homatropine
Homatropine (Equipin®, Isopto Homatropine®) is een mydriaticum (pupilverwijder) en zwak cycloplegicum (verhindert accommodatie). De mydriatische werking treedt sneller in en duurt korter dan bij atropine. De pupilverwijdende werking kan onmiddellijk worden gestopt met parasympathicomimetica zoals pilocarpine of fysostigmine. In Nederland is de stof slechts als magistrale bereiding verkrijgbaar. Het werkt ook lokaal in het maag-darmstelsel als spasmolyticum.
Homatropine methylbromide heeft een andere molaire massa en werkt alleen lokaal in het maag-darmstelsel. Het is daardoor chemisch en farmacologisch een andere stof.